# 1971年の全日本ロードレース選手権
1971年の全日本ロードレース選手権 (1971ねん の ぜんにほんロードレースせんしゅけん) は、1971年4月29日の鈴鹿ロードレース大会で開幕し、同年10月17日の日本グランプリロードレース大会（鈴鹿）で閉幕した全6戦による1971年シーズンの全日本ロードレース選手権である。
最高峰カテゴリーであるセニア251cc以上クラスチャンピオンは金谷秀夫（ヤマハ）が獲得した。

## 1971年シーズン
本シーズンに向け、増加した競技人口に対応するためライセンス区分が見直された。これまでセニア（国際規格） > ジュニア > ノービスと3区分だったが、新たにセニアとジュニアの間に位置する「エキスパート・ジュニア級」が新設された。これによりライセンスのピラミッドは最上位から順にセニア (S) > エキスパート・ジュニア(EJ) > ジュニア(J) > ノービス (N) となった。
最上級のセニア251cc以上クラスでは、隅谷守男（テクニカルスポーツ）、本橋明泰、金谷秀夫、河崎裕之のスポーツライダース勢、菱木哲哉（ブルーヘルメットRC）が優勝候補として挙げられたが、いずれの選手も全日本フル参戦ではなく、前年王者の河崎はブラジル・インテルラゴス遠征で優勝の好結果を残すなど、スケジュール面の都合もあり全日本ランキング上位に顔を出さなかった。実績ある和田正宏（木の実R）、太田耕治（明和RC）も参戦数が少なかったため、第4戦鈴鹿10時間耐久レースでの優勝が効き鈴鹿レーシングの角谷新二がポイントリーダーで第5戦を迎える。シーズンを通してラップタイムでは金谷秀夫が秀でており、隅谷が保持していた鈴鹿のラップレコードを更新し、「今一番速い男」と報じられた。金谷は第5戦筑波、第6戦（最終戦）鈴鹿日本GPと連勝を果たしランキングでもトップに立ち、全日本最高峰クラスを制覇。MFJ最優秀選手賞も手にした。
セニアの小排気量級では250ccと90ccで両クラス共ランキング上位をキープした高井幾次郎の器用さが注目され、「テクニック十分・期待の若手セニア」とのキャッチフレーズにて選手紹介された。
エキスパート・ジュニアでは251cc以上クラスの糟野雅治、浅見貞男、尾熊洋一、250ccの根本健、90ccの江崎正が台頭し、ヨシムラから参戦するジュニア251cc以上の加藤昇平、ノービス125ccの上田公次、250ccの片山敬済などがセニアに劣らないラップタイムを出す高レベルな走りを見せた。

## スケジュールおよび勝者
| Rd.          | 決勝日       | 開催イベント                                | 251cc以上 優勝     | 250cc 優勝           | 125cc 優勝       | 90cc 優勝        |
| ------------ | ------------ | ------------------------------------------- | ------------------ | -------------------- | ---------------- | ---------------- |
| 1            | 4月29日      | 全日本選手権 鈴鹿ロードレース大会           | 伊波朝夫           | 大脇俊夫             | 小田豊           | 高井幾次郎       |
| 2            | 5月9日       | 全日本選手権 筑波ロードレース大会           | 金谷秀夫           | 三室恵義             | 杉本泉           | 金谷秀夫         |
| 3            | 6月13日      | 全日本選手権 鈴鹿ロードレース大会           | 本橋明泰           | 三室恵義             | 本橋明泰         | 金谷秀夫         |
| 4            | 8月8日       | 全日本選手権 鈴鹿10時間耐久レース大会       | 角谷新二・鈴木義春 | 大脇俊夫・高井幾次郎 | 小田豊・青木辰己 | 江崎正・榊原純一 |
| 5            | 9月5日       | 全日本選手権 筑波ロードレース大会           | 金谷秀夫           | 大脇俊夫             | 杉本泉           | 和田勤           |
| 6            | 10月17日     | 第9回日本グランプリロードレース大会（鈴鹿） | 金谷秀夫           | 高井幾次郎           | 大脇俊夫         | 金谷秀夫         |
| チャンピオン | チャンピオン | チャンピオン                                | 金谷秀夫           | 大脇俊夫             | 杉本泉           | 金谷秀夫         |

## シリーズポイントランキング
| 順位     | 1位 | 2位 | 3位 | 4位 | 5位 | 6位 |
| ポイント | 15  | 12  | 10  | 8   | 6   | 5   |
| -------- | --- | --- | --- | --- | --- | --- |

- MFJ主催で行われる第6戦日本GPでは、ボーナスポイントとして入賞者に従来のポイントに加えて3ポイントが与えられる[9]。

### 251cc以上
| 順位 | No. | ライダー | 使用車両      | 1 SUZ | 2 TSU | 3 SUZ | 4 SUZ | 5 TSU | 6 SUZ | ポイント |
| ---- | --- | -------- | ------------- | ----- | ----- | ----- | ----- | ----- | ----- | -------- |
| 1    | 50  | 金谷秀夫 | ヤマハ・RX350 |       | 1     | 2     |       | 1     | 1     | 60       |
| 2    |     | 伊波朝夫 | ホンダ        | 1     | 3     |       |       |       | 4     | 36       |
| 3    |     | 角谷新二 | ホンダ        | 2     |       | 4     | 1     |       |       | 35       |
| 4    |     | 室町健三 | ホンダ        | 3     | 4     |       |       |       | 6     | 26       |
| 5    |     | 三室恵義 | ヤマハ        |       |       | -     |       |       | 2     | 15       |
| 6    |     | 鈴木義春 | ホンダ        |       |       |       | 1     |       |       | 15       |
| 7    | 49  | 本橋明泰 | ヤマハ・RX350 |       |       | 1     |       |       |       | 15       |
| 8    |     | 隅谷守男 | ホンダ        |       |       |       |       |       | 3     | 13       |
| 9    |     | 河崎裕之 | ヤマハ        |       |       |       |       | 2     |       | 12       |
| 10   |     | 菱木哲哉 | ホンダ        |       | 2     |       |       |       |       | 12       |

- 太字はポールポジション。

### ジュニア区分
| ライセンス             | クラス    | チャンピオン | マシン | チーム                       |
| ---------------------- | --------- | ------------ | ------ | ---------------------------- |
| エキスパート・ジュニア | 251cc以上 | 浅見貞男     |        |                              |
| エキスパート・ジュニア | 250cc     | 中尾康夫     |        | クレージーアローMC           |
| エキスパート・ジュニア | 125cc     | 遠藤恒雄     |        |                              |
| エキスパート・ジュニア | 90cc      | 江崎正       |        | レーシングチーム神戸         |
| ジュニア               | 251cc以上 | 加藤昇平     |        | ヨシムラレーシングチーム     |
| ジュニア               | 250cc     | 内田隆       |        | マックウエスタン             |
| ジュニア               | 125cc     | 青木辰己     |        | プレイメイトレーシングチーム |
| ジュニア               | 90cc      | 渡辺富士夫   |        |                              |
| ノービス               | 251cc以上 | 松谷光明     |        |                              |
| ノービス               | 250cc     | 大橋富夫     |        | フラワーレーシングクラブ     |
| ノービス               | 125cc     | 上田公次     | ホンダ | 鈴鹿レーシングチーム         |
| ノービス               | 90cc      | 平井裕       |        | イエローエアー               |